# Léon Falconnier
Pour les articles homonymes, voir Falconnier.
Léon Falconnier né le 10 mars 1811 à Ancy-le-Franc (Yonne) et mort le 24 septembre 1876 à Paris (17e arrondissement) est un sculpteur et peintre français.

## Biographie
Léon Falconnier est le cinquième enfant d'Edme Pierre Falconnier et de Marie Madeleine Viel.
Élève au lycée de Caen et au petit séminaire de Bayeux, il pratique la sculpture sur bois à Caen, puis travaille comme ornemaniste en 1833 à Paris à l'église de la Madeleine et à l'arc de triomphe de l'Étoile. Le 2 octobre 1837, il est admis aux Beaux-Arts de Paris où il est élève de Michel Martin Drolling, Jules Ramey puis Auguste Dumont. Il débute au Salon de 1841 et remporte une médaille de 3e classe en 1851 pour la statue de Caïn maudit, dont le marbre (1853) orne le parc de l’Arbre-Sec à Auxerre. Il expose pour la dernière fois avec une statuette en marbre de Jeune Bourguignonne en 1874. Il envoie également des tableaux et des pastels aux salons.
Falconnier exécute des modèles de décorations pour le nouveau palais du Louvre à Paris sous la direction d'Hector-Martin Lefuel. Il sculpte de grand fronton en pierre de la façade de la caserne Napoléon donnant sur la rue de Rivoli. Il est l'auteur des figures en haut-relief de La Force et La Loi pour la façade du palais de justice de Caen, et de la statue de la Vierge dite Notre-Dame des Flots (1857) qui orne le pignon de la chapelle Notre-Dame-des-Flots de Saint-Adresse.
Le musée Saint-Germain à Auxerre conserve son groupe en plâtre de l’Affranchissement des esclaves d'Amérique par le président Lincoln (1865), exposé au Salon de 1868, dont une épreuve en bronze était placée dans la salle de l'Union Club (en) à New-York en 1872.

Œuvres de Léon Falconnier
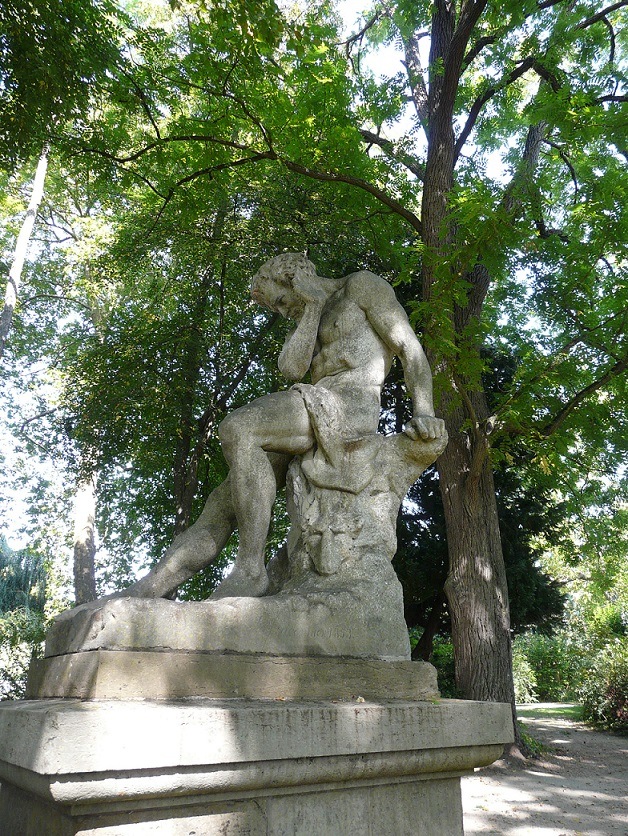
Caïn maudit (1853), marbre, Auxerre, parc de l’Arbre-Sec.
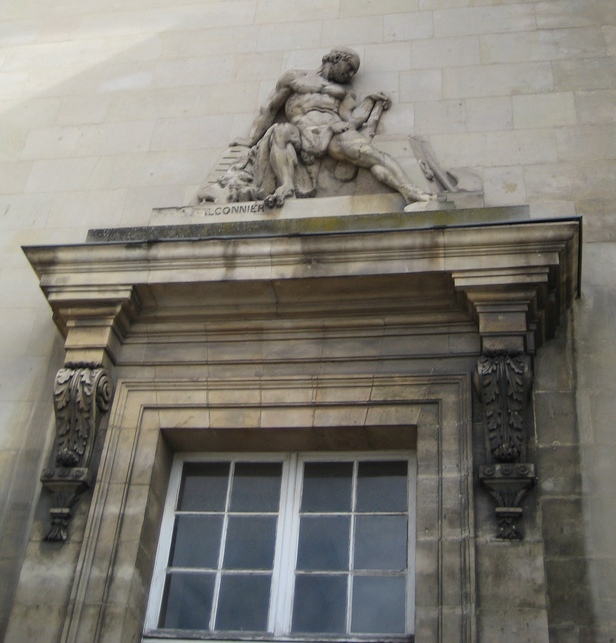
La Force, ancien palais de justice de Caen.
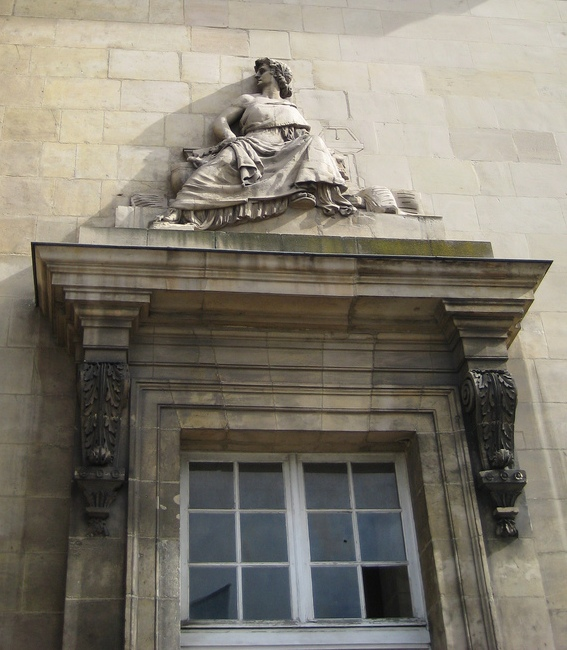
La Loi, ancien palais de justice de Caen.
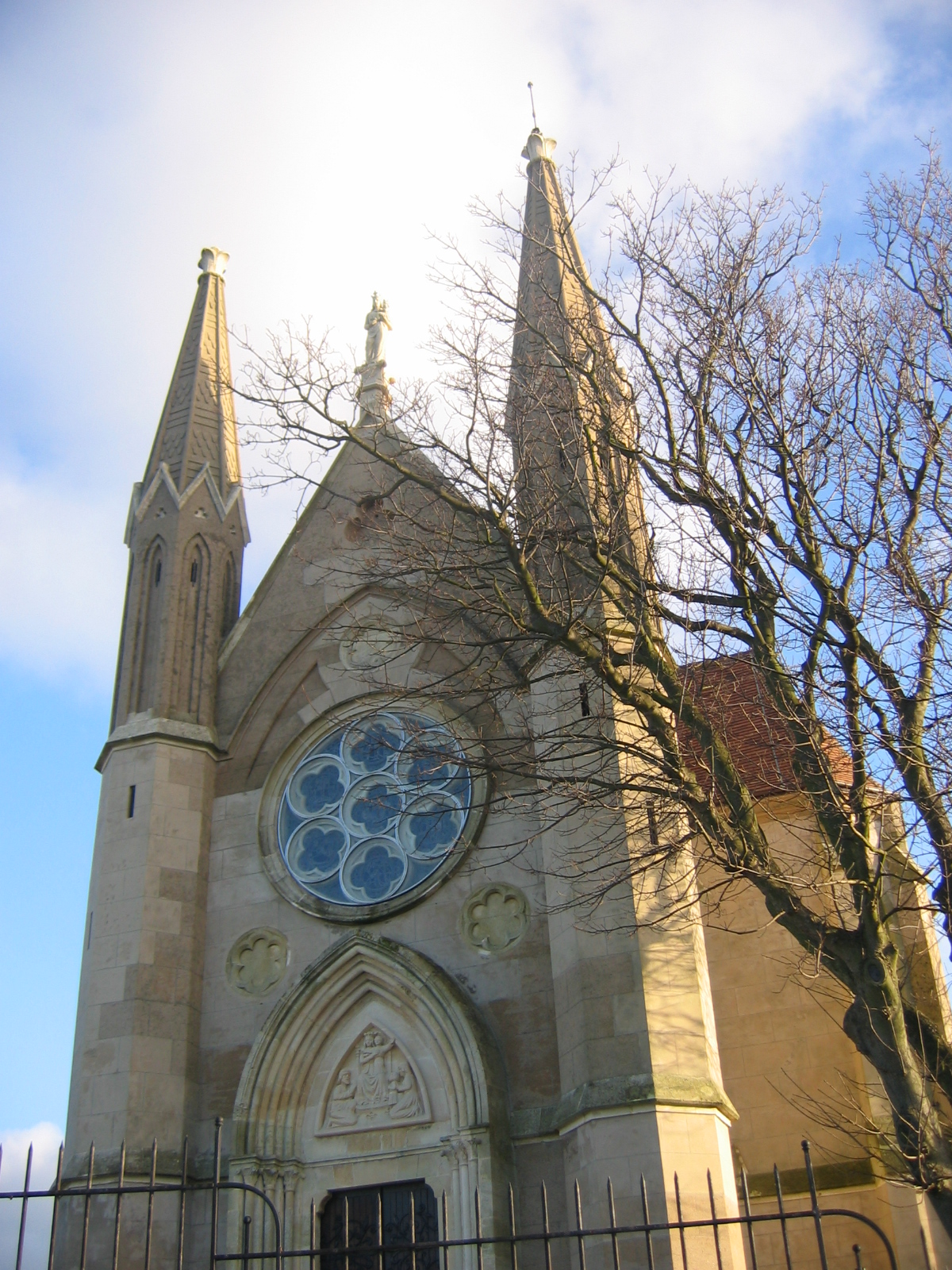
Vierge à l'Enfant (1857), Saint-Adresse, chapelle Notre-Dame-des-Flots.